# О, Серафіна!
«О, Серафіна!» («Oh, Serafina!») — італійська еротична комедія 1976 року, знята режисером Альберто Латтуадою, з Ренато Поццетто і Далілою ді Ладзаро у головних ролях.

## Сюжет
Августо, який все життя був прив'язаний до природи та захоплювався птахами, змушений після смерті дядька керувати фабрикою з виробництва ґудзиків. На фабриці він знайомиться з Пальмірою, яка працює тут, і закохується в неї. Заповзятлива дівчина незабаром виходить за нього заміж. Поки Августо мріє так вести виробництво, щоб не нашкодити природі, його дружина вигадує план, за яким на місці фабрики має бути промисловий парк. Але Августо відмовляється від її планів і охочіше проводить час із птахами. Пальміра за допомогою своїх коханців поміщає Августо до психіатричної лікарні. Там він знайомиться з пацієнткою Серафіною, яку закрили у клініці її близькі та яка теж любить птахів.

## У ролях
- Ренато Поццетто — Августо Валле
- Даліла ді Ладзаро — Серафіна Віталі
- Анджеліка Іпполіто — Пальміра Радіче, дружина Августо
- Лілла Бріньоне — секретар компанії Валле
- Маріса Мерліні — Белінда Валле
- Софія Лусі — покоївка
- Альдо Джуффре — Освальдо Кароніті, професор
- Данієле Варгас — Бульйо, асесор
- Марія Монті — роль другого плану
- Етторе Манні — батько Серафіни
- Бріціо Монтінаро — Кузетті, бухгалтер
- Франко Неббіа — Кольб'яті, лікар
- Джино Брам'єрі — мер
- Фаусто Тоцці — Карло Віджева
- Говард Рос — Ромео Радіче
- Енріко Берускі — співробітник бюро обліку цивільного стану
- Гверріно Кривелло — священик
- Вальтер Д'Аморе — роль другого плану
- Данте Фйоретті — роль другого плану
- Джанні Маньї — Томассо
- Ренато Пінчіролі — батько Аугусто
- Жан-Клод Верне — роль другого плану
- Клаудіо Лена — роль другого плану
- Джіджі Лопес — роль другого плану
- Массімо Бушемі — працівник, який приносить картину
- Гвідо Спадеа — священик
- Альберто Латтуада — лікар у психіатричній клініці

## Знімальна група
- Режисер — Альберто Латтуада
- Сценаристи — Джузеппе Берто, Альберто Латтуада, Енріко Ванціна
- Оператор — Ламберто Каїмі
- Композитори — Фред Бонджусто, Хосе Масколо
- Художник — Вінченцо Дель Прато
- Продюсери — Б'янка Латтуада, Лілла Бріньоне